# Deutsches Kulturwerk Österreich
Das Deutsche Kulturwerk Österreich ist ein rechtsextremer Verein aus Österreich. Es entstand 1992 aus der Deutschen Kulturgemeinschaft Österreich, die wiederum eine Abspaltung des Deutschen Kulturwerks Europäischen Geistes war. Vorsitzender war Otto Scrinzi, Vereinssitz ist Graz. Als wichtigste Führungsperson gilt Lisbeth Grolitsch.
Seit 1992 veranstaltet das Deutsche Kulturwerk Österreich alljährlich die Kärntner Kulturtage in Sirnitz. Das österreichische Bundesministerium des Innern zählt die Kärntner Kulturtage zu den jährlich stattfindenden erwähnenswerten rechtsextremen Veranstaltungen mit internationaler Beteiligung. Zur Veranstaltung, auf der auch Politiker der Freiheitlichen Partei Österreichs mit rechtsextremen Funktionären zusammentreffen, kommen „Nationalgesinnte aus allen Teilen des deutschen Sprachraums … um sich Vorträge hochkarätiger Redner anzuhören“.
Referenten auf den Kärntner Kulturtagen waren unter anderem Rigolf Hennig, Rolf Kosiek, Alfred Mechtersheimer, Andreas Mölzer, Harald Neubauer, Barbara Rosenkranz, Jürgen Schwab, Horst Rudolf Übelacker und Reinhard Uhle-Wettler. 1992 wurde der spanische Neonazi Pedro Varela Geiss, der Führer der CEDADE, während der Veranstaltung festgenommen und des Landes verwiesen.
Gemeinsam mit den Schwesterorganisationen Deutsche Kulturgemeinschaft Österreich und Freundeskreis Ulrich von Hutten führt das Deutsche Kulturwerk Österreich auch in Deutschland Veranstaltungen mit bis zu 170 Teilnehmern durch.
Vereinsorgan sind die vom Freundeskreis Ulrich von Hutten herausgegebenen Huttenbriefe.